# Dragon: The Bruce Lee Story
Dragon: The Bruce Lee Story  é um filme de drama biográfico americano de 1993 dirigido e co-escrito por Rob Cohen, estrelado por Jason Scott Lee, Lauren Holly, Nancy Kwan e Robert Wagner. O filme segue a vida do ator e artista marcial Bruce Lee (Jason), desde sua mudança  de Hong Kong para os Estados Unidos, até sua carreira ensinando artes marciais e depois atuando na televisão e no cinema. Também se concentra no relacionamento entre Bruce e sua esposa, Linda Lee Cadwell, e o racismo ao qual Bruce foi submetido, típico de comportamento em relação aos asiáticos dos Estados Unidos na época.
A principal fonte do filme é a biografia Bruce Lee: The Man Only I Knew (1975), escrito por Cadwell. Outras fontes incluíram o livro de Robert Clouse, Bruce Lee: The Biography, e pesquisas de Cohen, incluindo entrevistas com Cadwell e o filho de Bruce, Brandon Lee. Cohen decidiu que, em vez de criar uma cinebiografia tradicional, a melhor maneira de abordar o roteiro era infundi-lo com elementos místicos, também escolhendo dramatizar cenas de lutas para dar o mesmo tom do tipo de filme em que Bruce estrelou. Dragon foi filmado principalmente em Hong Kong, Los Angeles e San Francisco.
Dragon recebeu críticas positivas, com Jason muito elogiado por seu retrato de Bruce. O filme também foi um sucesso comercial, superando largamente as médias de bilheteria dos filmes biográficos, que foram atribuídos a seus temas românticos e atraem pessoas de fora do público tradicional de filmes de kung fu. Uma adaptação para videogame com o mesmo nome foi lançada no ano seguinte. Dragon é dedicado a Brandon Lee, que morreu várias semanas antes de seu lançamento enquanto filmava The Crow.

## Sinopse
Em um pesadelo, o pai de Bruce Lee vê um fantasma aterrorizante, conhecido como Demônio, assombrando um jovem Bruce e, posteriormente, o inscreve sob a tutela do instrutor chinês de artes marciais Yip Man. Quando jovem, Bruce luta contra marinheiros britânicos assediando uma jovem chinesa, e isso resulta em sua saída de Hong Kong. Seu pai sugere que ele vá para os Estados Unidos.
Nos Estados Unidos, Bruce trabalha como lavador de pratos em um restaurante chinês, até entrar em uma briga violenta com quatro dos cozinheiros. A dona do restaurante o demitiu, mas também o empresta e o encoraja a receber educação. Enquanto estuda filosofia na faculdade, ele começa a dar aulas de artes marciais, onde conhece Linda, casando-se com ela em desafio à mãe racista de Linda. Linda sugere que Bruce abra uma escola de artes marciais, mas seus colegas chineses exigem que ele não treine pessoas não chinesas e o desafiam a resolver o problema por meio de um combate. Bruce derrota Johnny Sun em uma partida de honra secreta e sem barreiras, mas Sun ressentido ataca Bruce depois que ele já admitiu a derrota, resultando em uma lesão nas costas debilitante para Lee. Enquanto ele está temporariamente paralisado, Linda o ajuda a escrever seu livro O Tao do Jeet Kune Do, transcrevendo as palavras para ele. Linda dá à luz seu primeiro filho, Brandon, o que leva a uma reconciliação com a mãe de Linda.
Alguns meses depois, durante um torneio de artes marciais conduzido por Ed Parker, Bruce é desafiado por Johnny Sun. Bruce derrota Johnny, ganhando o respeito da multidão. Após a partida, Bruce é abordado pelo gerente Bill Krieger, que oferece a ele o papel de Kato na série de televisão O Besouro Verde. Os dois também trabalham juntos para criar a ideia para a série de televisão Kung Fu. Em uma festa do elenco, Linda diz que agora está grávida do segundo filho. Logo depois, há um anúncio para o cancelamento do O Besouro Verde. Mais tarde, Kung Fu estréia na televisão, mas, para grande frustração de Bruce, é estrelado por David Carradine, um caucasiano. Bruce acredita que Krieger o traiu.
Bruce retorna a Hong Kong para o funeral de seu pai, onde Philip Tan, produtor de filmes de Hong Kong, o contrata para estrelar o filme The Big Boss. Nas filmagens da cena final, ambientada em uma fábrica de gelo, o irmão de Johnny Sun, Luke ataca Bruce, querendo vingança pela derrota de Johnny e subsequente incapacidade, mas Bruce sai vitorioso. The Big Boss é um sucesso, e Bruce faz vários outros filmes, trabalhando como ator, diretor e editor. Isso causa uma brecha entre Bruce e Linda, pois ela deseja retornar aos Estados Unidos. Krieger oferece a ele a chance de trabalhar em um filme de grande orçamento de Hollywood, com o qual Bruce concorda, parcialmente porque Linda deseja voltar para casa.
No 32º dia de filmagem, Operação Dragão, durante a sequência climática da "sala dos espelhos", Bruce tem uma visão aterrorizante do demônio que assombra os sonhos dele e de seu pai. No entanto, desta vez, depois de ser espancado e depois mostrado seu próprio túmulo, Bruce vê seu filho em sua visão pedindo-lhe para salvá-lo. O Demônio começa a perseguir Brandon como sua próxima vítima, estimulando Bruce a revidar. Ele salva Brandon e quebra o pescoço do demônio. O filme termina durante uma filmagem da cena final de Operação Dragão, o que tornaria Lee uma estrela internacional. Em uma narração, Linda informa ao público que Bruce morreu pouco antes do lançamento do filme, e continua afirmando que ela preferiu discutir a vida de Bruce Lee, em vez de sua morte.

## Elenco
- Jason Scott Lee — Bruce Lee
- Lauren Holly — Linda Lee
- Robert Wagner — Bill Krieger
- Michael Learned — Vivian Emery
- Nancy Kwan — Gussie Yang
- Lim Kay Tong — Philip Tan
- Ric Young — pai de Bruce
- Luoyong Wang — Yip Man
- Sterling Macer — Jerome Sprout
- Sven-Ole Thorsen —
- Eric Bruskotter — Joe Henderson
- Aki Aleong —
- Duncan Chow — Bruce Lee criança